# Annibale Capalti
Annibale Capalti (Roma, 24 de outubro de 1806 - Roma, 4 de abril de 1876) foi um cardeal italiano do século XIX.

## Biografia
Nasceu em Roma em 21 de janeiro de 1811. Segundo filho de Lorenzo Capalti, empresário e banqueiro (associado ao Banco Sculteis), originário de Civitavecchia, onde foi prefeito, e Anna Serafini, pintora. Irmão do pintor Alessandro Capalti (1807-1868).
Seminário de Volterra, Volterra; Seminario Romano , Roma (doutorado em filosofia e teologia).
Ordenado (sem mais informações encontradas). Administrador da Sociedade degli asili d'Infanzia , Roma. Coadjutor, com futura sucessão, de Mons. Brunelli, professor ordinário de textos canônicos na Universidade La Sapienza , Roma, 1839; professor ordinário, 1840-1847. Cânon do capítulo de S. Maria em Trastevere, Roma. Secretário da SC de Estudos, novembro de 1845 a março de 1852. Cônego da patriarcal basílica de Latrão. Prefeito de estudos do Seminário Romano , 1848-1860. Sostitutodo ministro da Instrução Pública, 1848. Consultor da SC dos Assuntos Eclesiásticos Extraordinários e da SC do Índice, 1851. Membro do Conselho de Estado, 1851-1860. Secretário da SC de Ritos, 14 de novembro de 1854 a 1861. Secretário da SC de Propaganda Fide, 30 de março de 1861 a 1868.
Criado cardeal diácono no consistório de 13 de março de 1868; recebeu chapéu vermelho e a diaconia de S. Maria em Aquiro, 16 de março de 1868. Participou do Concílio Vaticano I, 1869-1870. Prefeito da SC de Estudos de 3 de janeiro de 1870 até sua morte.
Morreu em Roma em 18 de outubro de 1877. Enterrado no cemitério Campo Verano, Roma